# Gustavo Pinedo
Gustavo Pinedo Zabala (La Paz, 18 de febrero de 1988) es un futbolista boliviano. Juega como delantero en Independiente Petrolero de la Primera División de Bolivia. Fue internacional con la selección boliviana.

## Clubes
| Club                        | País      | Año               |
| --------------------------- | --------- | ----------------- |
| Cádiz "B"                   | España    | 2006              |
| Xerez CD                    | España    | 2007              |
| CD Rota                     | España    | 2007              |
| UD Almería                  | España    | 2008              |
| Chernomorets Odessa         | Ucrania   | 2009              |
| Blooming                    | Bolivia   | 2010              |
| Real Mamoré                 | Bolivia   | 2011              |
| La Paz F. C.                | Bolivia   | 2012 - 2013       |
| Universitario de Sucre      | Bolivia   | 2013 - 2014       |
| San Martín (SJ)             | Argentina | 2014 - 2015       |
| Sport Boys Warnes           | Bolivia   | 2016              |
| Blooming                    | Bolivia   | 2016              |
| Universitario de Sucre      | Bolivia   | 2017              |
| Petrolero                   | Bolivia   | 2017              |
| Club Empresa Minera Huanuni | Bolivia   | 2018              |
| Real Potosí                 | Bolivia   | 2019              |
| Club Atlético Bermejo       | Bolivia   | 2020              |
| Mojocoya FC                 | Bolivia   | 2021              |
| Independiente Petrolero     | Bolivia   | 2022 - Actualidad |

## Palmarés

### Títulos regionales
| Título          | Club                   | País    | Año  |
| --------------- | ---------------------- | ------- | ---- |
| AFO - Primera A | Empresa Minera Huanuni | Bolivia | 2018 |

### Títulos nacionales
| Título           | Club                   | País    | Año           |
| ---------------- | ---------------------- | ------- | ------------- |
| Primera División | Universitario de Sucre | Bolivia | Clausura 2014 |